# Culorile sufletului
Culorile sufletului (きみの色 Kimi no Iro?, lit. 'Culoarea ta sau Culoarea lui Kimi (Kimi înseamnă tu, dar în contextul acestui film este și numele unui personaj în a cărei „culoare” protagonista are un interes)') este un film anime regizat de Naoko Yamada și produs de Science Saru. A fost lansat în cinematografele japoneze pe 30 august 2024, iar în România pe 28 martie 2025.

## Rezumat
Totsuko e o fată specială, care poate vedea „culorile” interioare ale oamenilor. Totsuko cântă într-o trupă împreună cu doi prieteni, alături de care găsește puterea de a înfrunta provocările vieții și de a porni pe drumul autocunoașterii prin artă. Noul film al regizoarei Naoko Yamada explorează emoțiile, conexiunea umană și puterea muzicii.

## Voci
| Personaj          | Actor              |
| ----------------- | ------------------ |
| Kimi Sakunaga     | Akari Takaishi     |
| Totsuko Higurashi | Sayu Suzukawa      |
| Rui Kagehira      | Taisei Kido        |
| Sister Hiyoshiko  | Yui Aragaki⁠(d)     |
| Saku Momochi      | Yasuko             |
| Shiho Nanakubo    | Aoi Yūki⁠(d)        |
| Sumika Yatsushika | Minako Kotobuki⁠(d) |
| Shino Sakunaga    | Keiko Toda⁠(d)      |

## Producție
În noiembrie 2022, Naoko Yamada a menționat într-un interviu pentru Anime News Network că lucra la un nou film cu ajutorul studioului Science Saru. Titlul a fost anunțat în decembrie; de asemenea, s-a anunțat că Reiko Yoshida va scrie scenariul și că Kensuke Ushio va compune muzica.

### Lansare
Filmul era inițial programat să fie lansat în cinematografele japoneze în trimestrul al patrulea din 2023. În august 2023, Toho a anunțat că lansarea filmului va fi amânată până în 2024. Premiera a avut loc la Festivalul Internațional de Film de Animație de la Annecy în iunie 2024. Filmul a fost lansat în cinematografele japoneze pe 30 august 2024.
În România, filmul a fost afișat la a cincea ediție a festivalului de filme japoneze Izanagi, în toate cele 9 orașe, pe întreaga durată a lunii martie, iar în cinematografele românești pe 28 martie 2025.

### Adaptare manga
O adaptare manga, scrisă și ilustrată de Sanami Suzuki, a început să fie serializată pe site-ul Comic Newtype al editurii Kadokawa Shoten pe 16 iulie 2024.